# 小劳里菌属
小劳里菌属（学名：Lauriliella）是刺孢多孔菌科下的一个属。

## 下属物种
本属包括以下物种：
- 台湾小劳里菌 Lauriliella taiwanensis Nakasone & S.H.He
- 紫杉小劳里菌 Lauriliella taxodii (Lentz & H.H.McKay) S.H.He & Nakasone